# Leveur de liège
Leveur de liège est un métier qui consiste à retirer l'écorce du chêne-liège en deux étapes : le démasclage et la levée du liège femelle

## L'origine du métier
Les bouteilles de vins et autres alcools étaient bouchés avec des bouchons de bois jusqu'au XVIIIe siècle. C'est à partir donc de ce siècle que le leveur de liège voit le jour pour permettre la fabrique de bouchon de liège dont nous connaissons l'utilisation. Un moine bénédictin français, Dom Pérignon, de l'abbaye de Hautvilliers, en Champagne, est à l'origine de cette découverte.